# Brusselse metrolijn 6
Lijn 6 is sinds 4 april 2009 een noordwest-centrumlijn van de Brusselse metro, de lijn loopt van Koning Boudewijn naar het Weststation en verder over de ringlijn naar terminus Elisabeth. Op de ringlijn rijdt lijn 6 samen met lijn 2. De lijn heeft een lengte van 15,5 km en telt 26 stations.

## Geschiedenis

### Plannen 1969 en 1975

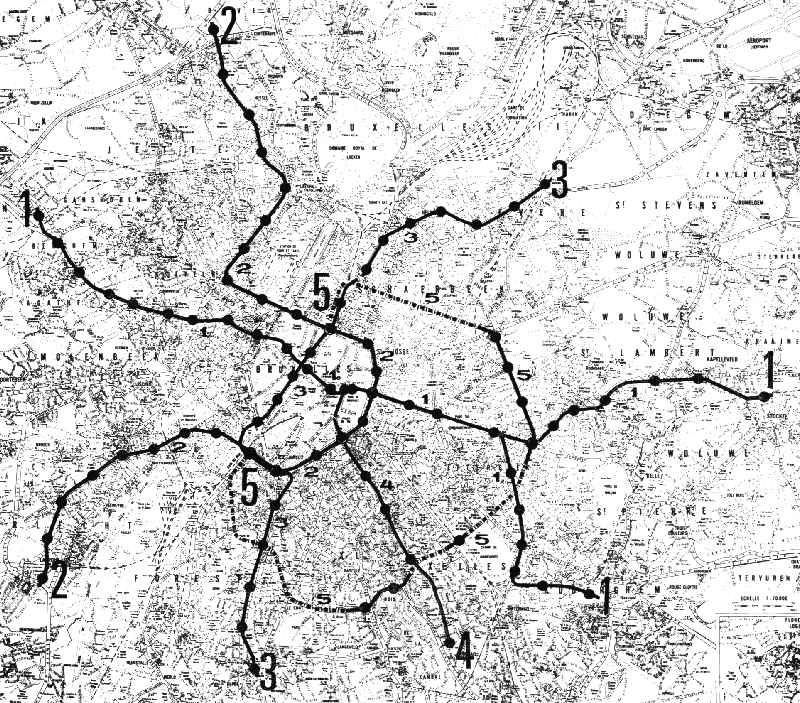
Kaart van het netwerk zoals het in 1969 was voorzien

In de oorspronkelijke plannen uit 1969 was er geen lijn 6 voorzien. De toenmalig geplande lijn 2 volgde wel voor een groot deel hetzelfde trace. Komende van de Heizel zou deze lijn bij station Simonis naar links draaien richting Rogier en Madou om zo de kleine ring te volgen tot het Zuidstation. Na het Zuidstation zou de lijn echter afbuigen naar het westen en zuidwesten, doorheen Kuregem naar het centrum van Anderlecht. De lijn zou eindigen in de buurt van het CERIA-site.
In de plannen van 1975 verdween de bocht nabij Simonis en werd een b-vormige lijn 2 voorgesteld met hetzelfde tracé als de huidige metrolijn 6. De tak naar Anderlecht en CERIA zou overgenomen worden door een aftakking van lijn 1: lijn 1B, momenteel metrolijn 5.

### Aanleg
Omdat de verbinding tussen Zuidstation en Weststation pas laat gerealiseerd werd, kon de noordwestelijke tak van de in 1975 voorziene lijn 2 nog niet verbonden worden met het reeds gerealiseerde ringgedeelte. Daarom werd besloten de treinen van lijn 1A tijdelijk te laten keren in station Beekkant, totdat station Beekkant bereikbaar zou zijn vanuit het Zuidstation. Er werd prioriteit gegeven aan de uitbouw van een noordwestelijke antenne richting Heizel. De verbinding tussen Zuidstation en Weststation zou er pas in 2009 komen. Station Bockstael werd bereikt op 6 oktober 1982. De noordwestelijke verlenging naar Heizel volgde op 10 mei 1985. Op 25 augustus 1998 kwam in het noordwesten een 400 meter lange verlenging gereed van Heizel naar het huidige eindpunt Koning Boudewijn. Het voorheen bovengronds gelegen eindstation Heizel werd hierbij ondergronds gebracht, een kort gedeelte voor het station bevindt zich evenwel nog altijd boven de grond.

### Reorganisatie van 2009
Het keren van de treinen in station Beekkant kostte veel tijd, doordat de bestuurder hiervoor naar het andere uiteinde van de trein moest lopen. Deze situatie was oorspronkelijk bedoeld als tijdelijke voorziening, maar werd pas opgelost in 2009. Op 4 april 2009 werd het Brusselse metronet echter geherstructureerd, waarbij het traject tussen Koning Boudewijn en Beekkant overgenomen werd van lijn 1A door de nieuwe lijnen 2 (beperkt tot Simonis) en 6. Vanaf het Weststation rijden lijnen 2 en 6 sindsdien via het Zuidstation en de Kleine Ring naar Simonis (in 2013 hernoemd tot 'Elisabeth'). Aan het gehele traject van de in 1975 voorziene en nu afgewerkte lijn 2, werd zo dus een nieuw nummer toegekend: lijn 6. De huidige metrolijn 2 ging functioneren als versterkingsdienst van de langere b-vormige lijn 6 (Elisabeth - Koning Boudewijn).

## Lijntraject
Elisabeth · 
Ribaucourt · 
(Sainctelette) · 
IJzer · 
Rogier · 
Kruidtuin · 
Madou · 
Kunst-Wet · 
Troon · 
Naamsepoort · 
Louiza · 
Munthof · 
Hallepoort · 
Zuidstation · 
Clemenceau · 
Delacroix · 
Weststation ·
Beekkant · 
Ossegem · 
Simonis ·
Belgica · 
Pannenhuis · 
Bockstael · 
Stuyvenbergh · 
Houba-Brugmann · 
Heizel · 
Koning Boudewijn